# Pantites
Pantites fue un guerrero espartano, uno de los trescientos enviados a la Batalla de las Termópilas. El Rey Leónidas I ordenó a Pantites a permanecer en una embajada en Tesalia, posiblemente para reclutar aliados para el venidero combate. Pantites falló, y no regresó a tiempo a las Termópilas, encontrándose con sus camaradas muertos. Cuando regresó a Esparta, fue tratado como un infame. Incapacitado para soportar la desgracia, decide suicidarse.